# Nanase Aikawa
Nanase Aikawa (相川 七瀬 Aikawa Nanase?,  16 de febrero de 1975) es una cantante japonesa de Rock/Pop originaria de la Prefectura de Osaka, Japón. Su nombre real es Misa Saeki (佐伯 美咲 Saeki Misa?).

## Biografía
Sus padres se divorciaron siendo ella muy joven, lo que la llevaría a ser un tanto rebelde durante su adolescencia. De esta época se dice que estuvo en una banda de chicas, siendo además la líder. También se cuenta que fue acosada reiteradamente en el instituto, lo que le haría detestarlo e incluso tener pesadillas, llevándola a abandonarlo durante un año. Durante estos años participó en diversos concursos de canto, pasando desapercibida en la mayoría, hasta que se encontró con Tetsuro Oda, un famoso productor musical.
En noviembre de 1995 Nanase Aikawa lanzó su sencillo debut bajo la producción de Tetsuro Oda, titulado "Yumemiru Shoujo Ja Irarenai" bajo el sello Cutting Edge, perteneciente a Avex. Red fue su primer álbum, lanzado en 1996 y vendió más de dos millones de copias en su primer mes. Así logró ser invitada para actuar en el Kōhaku Uta Gassen, un concurso de Año Nuevo entre grupos masculinos y femeninos de cantantes famosos patrocinado por la NHK.
Su segundo álbum, Paradox, vio la luz en julio de 1997, llegando a vender 1'8 millones de copias, coincidiendo con su primera gira Live Emotion '97 (20 conciertos que atrajeron a un total de 65000 fanes, según Avex). Crimson, su tercer disco, se editaría en 1998, junto con otra gira de 40 conciertos. En 1999 su apuesta fue un recopilatorio de éxitos que tituló I.D., que también debutó en el número uno de la lista de rock, como hicieron los tres álbumes anteriores. En este álbum también aparecía una canción inédita, Lovin' you, que fue editada como sencillo y tuvo un gran éxito. En el 2000 surgiría un nuevo álbum, Foxtrot, donde su música abarcaría nuevos horizontes acercándose al jazz en canciones como China Rose, si bien el resto del largo es fiel a su rock. En 2001 Nanase sorprendió a sus fanáticos primero con su álbum, Purana, donde colabora con un nuevo productor, Tomoyasu Hotei, y que le llevaría a su primera actuación en el extranjero (Taiwán), y un miniálbum de baladas, The Last Quarter, que grabó durante su embarazo.
El 9 de noviembre de 2005 editó un álbum por su décimo aniversario en el mundo de la música, titulado R.U.O.K.?!, en el que colabora con músicos tan conocidos como Marty Friedman (que formara parte de Megadeth) o Pata (Guitarrista de la famosa banda X Japan).
Nanase también ha escrito varios libros, algunos de carácter infantil (un par de cuentos sobre las aventuras de una ballena), otros sobre cromoterapia, aparte de trabajos como actriz como su interpretación al personaje secundario Eriko Okada en la serie de televisión japonesa 87%～watashi no gonen seizon ritsu.

## Personalidad
Es una persona muy celosa de su intimidad. Por esto, apenas se sabe nada de su vida privada a excepción de los pequeños detalles que de vez en cuando revela.
El 16 de febrero de 2001, el mismo día que cumplía 26 años, se casó, anunciando también en su web oficial que estaba embarazada de tres meses. Nada más se sabe de este matrimonio, salvo la fecha de nacimiento de su hijo: el 6 de septiembre de 2001. 
Se la califica de educada y entusiasta en las entrevistas, y de vez en cuando deja mensajes escritos a mano en la citada web.
Posteriormente estudió cromoterapia, abriendo una escuela de esta temática, Orenda.

## Discografía

### Álbumes
1. Red (3 de julio de 1996)
2. paraDOX (2 de julio de 1997)
3. crimson (8 de julio de 1998)
4. FOXTROT (16 de febrero de 2000)
5. Purana (21 de febrero de 2001)
6. 7 seven (18 de febrero de 2004)
7. Reborn (18 de febrero de 2009)
8. Konjiki (今事紀) (6 de febrero de 2013)
9. NOW OR NEVER (2016)

#### Miniálbumes
- The Last Quarter (27 de septiembre de 2001)
- THE FIRST QUARTER (16 de febrero de 2005)
- R.U.O.K?! (9 de noviembre de 2005)

#### Grandes éxitos
- ID (19 de mayo de 1999)
- ID:2 (26 de marzo de 2003)
- ROCK or DIE (17 de febrero de 2010)

### Sencillos
1. Yumemiru Shōjō Ja Irarenai (夢見る少女じゃいられない?) (8 de noviembre de 1995)
2. Bye Bye. (バイバイ。?) (9 de febrero de 1996)
3. LIKE A HARD RAIN (17 de abril de 1996)
4. BREAK OUT! (5 de junio de 1996)
5. Koigokoro (恋心?) (7 de octubre de 1996)
6. Troublemaker (トラブルメイカー?) (13 de febrero de 1997)
7. Sweet Emotion (1 de mayo de 1997)
8. Bad Girls (12 de noviembre de 1997)
9. Kanojo to Watashi no Jijō (彼女と私の事情?) (4 de febrero de 1998)
10. Nostalgia (8 de mayo de 1998)
11. Lovin' you (6 de noviembre de 1998)
12. COSMIC LOVE (17 de marzo de 1999)
13. Sekai wa kono Te no Naka ni (世界はこの手の中に?)/Heat of the night (23 de julio de 1999)
14. Jealousy (29 de septiembre de 1999)
15. China Rose (8 de diciembre de 1999)
16. midnight blue (31 de mayo de 2000)
17. SEVEN SEAS (9 de agosto de 2000)
18. NO FUTURE (31 de enero de 2001)
19. ~dandelion~ (31 de enero de 2001)
20. Owarinai Yume (終わりない夢?) (5 de junio de 2002)
21. Roppongi Shinjyu (六本木心中?) (9 de octubre de 2002)
22. Shock of Love (13 de febrero de 2003)
23. R-Shitei (R-指定?) (27 de noviembre de 2003)
24. Ai no Uta -Magenta Rain- (愛ノ詩 -マジェンタレイン-?) (21 de enero de 2004)
25. Round ZERO ~ BLADE BRAVE (18 de febrero de 2004)
26. Mangekyou/UNLIMITED (万華鏡/UNLIMITED?) (29 de septiembre de 2004)
27. Kagiriaru Hibiki (限りある響き?) (19 de enero de 2005)
28. EVERYBODY GOES (25 de febrero de 2006)
29. tAttoo (11 de noviembre de 2009)

### Video
- Reflex (19 de febrero de 1997) (VHS) / (29 de marzo de 2000) (DVD)
- Live Emotion Concert Tour '97 (29 de octubre de 1997) (VHS) / (29 de marzo de 2000) (DVD)
- radioactive (3 de marzo de 1999) (VHS) / (29 de marzo de 2000) (DVD)
- Live Emotion 2000 “FOXTROT” (20 de septiembre de 2000)
- chain reaction (7 de marzo de 2001)
- Reflex + radioactive (13 de marzo de 2002)
- BEST CLIPS (11 de diciembre de 2002)
- Live Emotion 2004 7 seven (29 de septiembre de 2004)
- 7.7.7. (1 de enero de 2006)